# Route nationale 63 (France)
Pour les articles homonymes, voir Route nationale 63.
La route nationale 63, ou RN 63, est une route nationale française. Cette route n'a cessé de subir des déclassements depuis les années 1970. Aujourd'hui, il ne subsiste plus d'elle qu'un tronçon de Reichstett (échangeur no 49 de l'A4) à Brumath (échangeur no 48 de l'A4) via Vendenheim, la rocade de Haguenau et un tronçon de Haguenau à Rountzenheim (échangeur no 55 de l'A35), via Soufflenheim, qui, d'ailleurs, correspond à une route qui n'a été classée nationale que depuis les années 1930 sous le numéro 419.
À l'origine, selon la numérotation de 1824, la route nationale 63 reliait Strasbourg à Wissembourg et Landau.
Voir le tracé de la RN63 sur GoogleMaps

## De Strasbourg à Haguenau (D 263 & N 63)
En dehors du tronçon Mundolsheim-Brumath, la route a été entièrement déclassée en RD 263 tout au long de la période 1970-2000. Les communes traversées étaient :
- Strasbourg D 263 (km 0)
- Schiltigheim (km 2)
- Bischheim (km 3)
- Hœnheim (km 4)
- Souffelweyersheim D 263 (km 5)
- Mundolsheim N 63 (km 6)
- Vendenheim N 63 (km 9)
- Brumath D 263 (km 16)
- Kriegsheim (km 19)
- Niederschaeffolsheim (km 22)
- Haguenau D 263 (km 31)

## De Haguenau à Wissembourg (D 263 & D 264)
Ce tronçon de route a été déclassé dans les années 1970 sous le numéro RD 263. Cependant, un nouveau tracé ne traversant aucune agglomération fut construit dans les années 1980, et il hérita de ce numéro. Le tracé de l'ancienne route nationale porte donc, depuis, le nom de  RD 264. Il traverse les communes de :
- Haguenau D 263
- Surbourg D 264
- Soultz-sous-Forêts
- Schœnenbourg
- Ingolsheim
- Riedseltz D 264
- Wissembourg D 263
- Schweigen-Rechtenbach  Allemagne B 38

## Voie express: la rocade de Haguenau
- Échangeur entre RD 1340 et RD 1063
- D 160 : Wintershouse, Schweighouse-sur-Moder
- D 1062 :  Haguenau, Schweighouse-sur-Moder, Mertzwiller, Niederbronn-les-Bains, Sarreguemines
- D 27 : Morsbronn-les-Bains, Wœrth
- D 263 : Haguenau, Betschdorf, Soultz-sous-Forêts, Wissembourg, Landau
- Carrefour giratoire